# الكانو لذوي الاحتياجات الخاصة

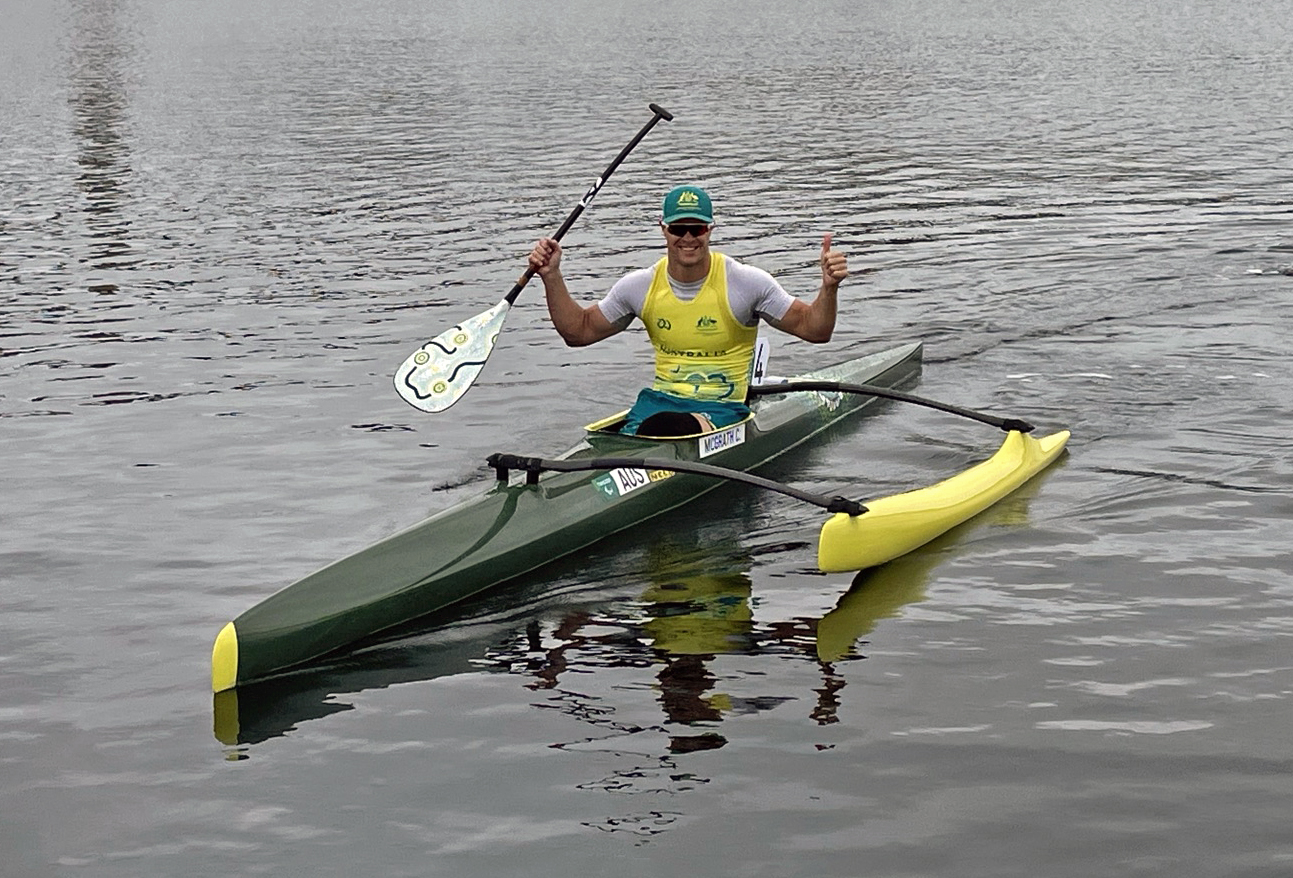
يحتفل الأسترالي كيرتس ماكجراث بفوزه في مسابقة VL3 va'a للرجال في دورة الألعاب البارالمبية في طوكيو.

الباراكانو هو رياضة ركوب الكنو للرياضيين الذين لديهم مجموعة من الإعاقات الجسدية. تخضع النسخة البارالمبية من هذه الرياضة لإشراف الاتحاد الدولي للكانوي (ICF)، بينما تخضع النسخة الخاصة بـفَا لإشراف الاتحاد الدولي للفا (IVF).
في عام 2010، قررت اللجنة البارالمبية الدولية في اجتماعها في قوانغتشو، الصين إلى البرنامج البارالمبي. نتيجة لذلك، ظهرت رياضة الباراكانو لأول مرة في دورة الألعاب البارالمبية الصيفية 2016 في ريو، حيث أقيمت المنافسات في سباقات الكاياك الفردية.

## المعدات
أنواع قوارب الباراكانو الرئيسية هي الكاياك (K) الذي يستخدم مجداف مزدوج الشفرات، وقوارب الفَا (V) التي تحتوي على هيكل ثانٍ كدعم وتستخدم مجدافًا بشفرة واحدة مع مقبض على شكل حرف T.

## الباراكانو تحت إشراف الاتحاد الدولي للكانوي (ICF)

### التصنيف
في سباق الكاياك الفردي، هناك ثلاث تصنيفات للفعاليات (مرتبطة بمستويات مختلفة من الإعاقة الحركية) للرجال والسيدات:
- KL1 (سابقًا A؛ الذراعين): هذه المجموعة مخصصة للمتسابقين الذين ليس لديهم وظيفة جذع (أي وظيفة الكتف فقط). يستطيع متسابق KL1 تطبيق القوة بشكل أساسي باستخدام الذراعين و/أو الكتفين.

- KL2 (سابقًا TA؛ الجذع والذراعين): للمتسابقين الذين لديهم استخدام جيد للجذع والذراعين، ولكن استخدام محدود للساقين. لا يمكنهم تطبيق قوة مستمرة ومتحكم بها على لوحة القدم أو المقعد لدفع القارب.

- KL3 (سابقًا LTA؛ الساقين والجذع والذراعين): هذه الفئة مخصصة للمتسابقين الذين لديهم إعاقة ولكن لديهم استخدام جيد للساقين والجذع والذراعين في التجديف، ويمكنهم تطبيق القوة على لوحة القدم أو المقعد لدفع القارب.[7]

هناك أيضًا نظام تصنيف ثلاثي المستويات للاتحاد الدولي للكانوي في أحداث الفَا الفردية (VL1، VL2، VL3).

### تنسيق المنافسة
تُقام جميع مسابقات الباراكانو الدولية على مسافة 200 متر في قوارب الكاياك أو الفَا الفردية. يتم التنافس في هذه الرياضة في بطولات العالم وكؤوس العالم وبطولات القارات. اعتبارًا من نوفمبر 2021، كانت عشرة من اثني عشر حدثًا (جميع أحداث الكاياك الستة، وأحداث VL2 وVL3) موجودة أيضًا في البرنامج البارالمبي.

## بطولات العالم للاتحاد الدولي للكانوي (ICF)
في بطولة العالم للتجديف لعام 2009 في دارتموث، كانت هناك أربع سباقات "قابلية التجديف" كأحداث عرض غير ميدالية، بما في ذلك تخصصين مختلطين بين الرجال والنساء في قوارب الكاياك المزدوجة وفي قوارب الكانو المزدوجة (المعروفة أيضًا باسم الكانو الكندي أو الكانو القائم).
ظهرت الرياضة رسميًا في بطولة العالم لأول مرة في عام 2010 وتم التنافس عليها في كل بطولة عالم منذ ذلك الحين، بما في ذلك بطولات العالم المستقلة لباراكانو في سنوات الألعاب البارالمبية 2012 و2016.

## الباراكانو تحت إشراف الاتحاد الدولي لفَا (IVF)
في مسابقات IVF، يتم استخدام نظام نقاط حيث يتم تخصيص عدد أعلى للمتسابقين الأقل إعاقة ونقاط أقل للمتسابقين ذوي الإعاقات الأكثر شدة.
في الفعاليات الجماعية، يتم تحديد العدد الإجمالي للنقاط لطاقم القارب؛ 26 نقطة في قوارب مكونة من 6 أشخاص و52 نقطة في قوارب مكونة من 12 شخصًا. في قوارب ذات مقعد فردي، تُجرى المنافسة في ثلاث فئات؛ الفئة 1 للمتسابقين الذين يحملون 5 أو 6 نقاط، الفئة 2 للمتسابقين الذين يحملون 4 نقاط، والفئة 3 للمتسابقين الذين يحملون 2 أو 3 نقاط. لا يشارك المتسابقون الذين يحملون نقطة واحدة في سباقات الفردي.(ص.1) تتوافق الفئات الثلاث تقريبًا مع الفئات الثلاث للاتحاد الدولي للكانو.

## وصلات خارجية
- الموقع الرسمي
- الموقع الرسمي